# ماثيو دورست
ماثيو دورست (بالإنجليزية: Matthew Dorsett)‏ هو لاعب كرة قدم أمريكية أمريكي، ولد في 23 أغسطس 1973.

## وصلات خارجية
- ماثيو دورست على موقع مرجع كرة القدم المحترفة.كوم (الإنجليزية)